# Biblioteca Pública Municipal de Godella
La biblioteca pública municipal de Godella es una institución que se encuentra en el municipio de Godella, en la Comunidad Valenciana. Comenzó su actividad en 1986. Forma parte de la Red Electrónica de Lectura Pública Valenciana.

## Servicios
Como centro, la Biblioteca Pública Municipal de Godella cuenta con los siguientes servicios:
1. Información Bibliográfica.[4]
2. Préstamo a domicilio de libros, DVD y otros soportes.
3. Animación a la lectura (Cuentacuentos, Libros Libres,[5] Club de lectura,[6] Presentación de libros,[7] Concurso de microrrelatos,[8] Lectura Fácil).[9]
4. Consulta y lectura en sala.[10]
5. Servicios en línea (préstamo interbibliotecario, desiderata, reservas y renovaciones).
6. Wifi e internet.